# Denise Gaudet
Pour les articles homonymes, voir Gaudet.
Denise Gaudet est la cofondatrice en 1974, avec Charles E. Caouette, de la première école alternative publique au Québec : l'École alternative Jonathan. Elle en fut aussi la première directrice. Elle est la fille de Victor Gaudet, employé à la voirie de la Ville de Montréal et de Maria Beauregard[Interprétation personnelle ?]. Elle décède à Montréal le 24 novembre 2021.